# Blepisanis samai
Blepisanis samai är en skalbaggsart som först beskrevs av Huseyin Özdikmen och Turgut 2008.  Blepisanis samai ingår i släktet Blepisanis och familjen långhorningar. Inga underarter finns listade.